# Maik Nothnagel
Maik Nothnagel (* 24. Dezember 1966 in Bad Liebenstein; † 29. Juni 2023) war ein deutscher Politiker (Die Linke). Er war von 1999 bis 2009 und von 2012 bis 2014 Abgeordneter des Thüringer Landtags.

## Leben und Beruf
Nothnagel lebte seit seiner Geburt mit einer Behinderung. Nach seiner Ausbildung von 1983 bis 1985 zum Wirtschaftskaufmann absolvierte Nothnagel zwischen 1985 und 1990 sein erstes Studium zum Wirtschaftsingenieur (FH). In den Jahren 1994 bis 1997 erwarb er berufsbegleitend ein Diplom als Sozialarbeiter/Sozialpädagoge (FH). Des Weiteren schloss Nothnagel 1998 eine Ausbildung zum Peer Counselor (Behindertenberater) erfolgreich ab. 
Nothnagel war Mitglied im Jenaer Zentrum für selbstbestimmtes Leben e. V., Vorstandsmitglied des Berufsverbands Peer Counseling e.V., Kreisvorsitzender des Sozialverbands Deutschland in Schmalkalden-Meiningen und Mitglied im ForseA e. V.
Nothnagel war von Herbst 2010 bis Juli 2012 sozialpolitischer Referent des Bundesverbandes Selbsthilfe Körperbehinderter (BSK) e.V. in Berlin.
Maik Nothnagel war unverheiratet, kinderlos und wohnte in Steinbach-Hallenberg (Landkreis Schmalkalden-Meiningen).
Nothnagel war Verbandsrat des Deutschen Paritätischen Wohlfahrtsverband, Gesamtverband DPWV, und Landesvorstandsmitglied SoVD Mitteldeutschland. Ab dem 1. März 2015 war er Referent für Gesundheit und Soziales beim BSK e.V. in Berlin.

## Partei
Nothnagel wurde am 1. Januar 2006 Mitglied der Linkspartei.PDS. Bis zur Wahl zum Abgeordneten des Thüringer Landtages am 12. September 1999 war Nothnagel in keiner politischen Partei aktiv. Ab 2011 war er Mitglied im Sprecher_innenrat der Bundesarbeitsgemeinschaft BAG „Selbstbestimmte Behindertenpolitik“. Am 6. Juli 2014 wurde Maik Nothnagel vom Parteivorstand der LINKEN zum Inklusionsbeauftragten der Partei gewählt.

## Abgeordneter
Vorerst parteilos zog er für die PDS in den Kreistag Schmalkalden-Meiningen (seit 1999) und in den Stadtrat Steinbach-Hallenberg (im Juni 2004) ein. Seit September 1999 war Maik Nothnagel Mitglied des Thüringer Landtages und dort Sprecher für Behindertenpolitik und Verbraucherschutz der Linksfraktion. Nach der Landtagswahl in Thüringen 2009 schied er aus dem Landtag aus, da Listenplatz 28 nicht zur direkten Wiederwahl ausreichte und er seinen Wahlkreis Schmalkalden-Meiningen I nicht gegen Michael Heym (CDU) gewinnen konnte. 
Zum 1. Juli 2012 zog er als Nachrücker wieder in den Thüringer Landtag ein. Er war der bundesweit erste Inklusionspolitische Sprecher einer Fraktion. Bei der Landtagswahl 2014 unterlag er als Direktkandidat in seinem Wahlkreis erneut gegen Michael Heym und schied abermals aus dem Thüringer Landtag aus. Auf der Landesliste seiner Partei hatte er auf dem 30. Platz kandidiert.